# Furcifer polleni
Espèce
Synonymes
- Chamaeleo pollenii Peters, 1874

Statut de conservation UICN

 LC  : Préoccupation mineure
Statut CITES
Furcifer polleni, le Caméléon de Mayotte, est une espèce de sauriens de la famille des Chamaeleonidae.

## Répartition
Cette espèce est endémique de Mayotte.

## Étymologie
Cette espèce est nommée en l'honneur de François Pollen.

## Publication originale
- Peters, 1874 "1873" : Über eine von Hrn. F. Pollen und van Dam auf Madagascar und anderen ostafrikanischen Inseln gemachte Sammlung von Amphibien. Monatsberichte der Königlich preussischen Akademie der Wissenschaften zu Berlin, vol. 1873, p. 792-795 (texte intégral).